# Dolichopeza (Nesopeza) paucispinosa
Dolichopeza (Nesopeza) paucispinosa is een tweevleugelige uit de familie langpootmuggen (Tipulidae). De soort komt voor in het Oriëntaals gebied.